# Danny Dichio
Daniele Salvatore Ernest Dichio, couramment appelé Danny Dichio, est un footballeur puis entraîneur anglais, né le 19 octobre 1974 à Hammersmith, Londres. Évoluant au poste d'avant-centre, il est principalement connu pour ses saisons à QPR, Sunderland et WBA, ainsi que pour avoir joué en Italie et en MLS. Il a aussi été sélectionné en Angleterre espoirs.

## Biographie

### Carrière de joueur
Natif d'Hammersmith, Londres, d'une mère anglaise et d'un père italien, il commence à jouer au foot à QPR, d'abord avec un contrat stagiaire en juin 1991 puis en signant son premier contrat professionnel en mai 1993. Il s'aguerrit tout d'abord lors de deux prêts, à Welling United puis Barnet.
Avec le départ, pendant l'été 1995 de Les Ferdinand pour Newcastle United, qui était jusque-là inamovible à la pointe de l'attaque de QPR, Dichio se voit offrir ses premières chances en équipe première lors de la saison 1995-96 de la Premier League. Il marque d'ailleurs pour son premier match contre Aston Villa et forme, lors de cette saison, un duo solide en attaque avec son partenaire Kevin Gallen (en).
Après cette première pleine saison, il décide de partir jouer en Italie, s'engageant avec la Sampdoria Gênes d'où il est rapidement prêté à Lecce. Il revient, dès l'année suivante en Angleterre, s'engageant avec Sunderland avec qui il remporte, dès sa première saison, le titre de champion de First Division et donc la promotion en Premier League. Il y reste deux saisons supplémentaires, terminant avec son club à chaque fois à la 7e place du classement.
La fin de sa troisième et dernière saison à Sunderland est plus difficile mais un prêt à WBA est positif et le relance, avec notamment un but pour chacun de ses deux premiers matches avec les Baggies, contre Sheffield Wednesday le 25 août 2001 puis contre Gillingham, le 27 août 2001.
Il rejoint définitivement l'équipe des Midlands en novembre 2001, lors d'un transfert de 1 250 000£, obtenant de nouveau la promotion en Premier League dès sa première saison.
La saison suivante, Dichio termine co-meilleur du club en Premier League avec cinq réalisations, à égalité avec Scott Dobie (mais terminera meilleur buteur du club toutes compétitions confondues lors de cette saison, notamment grâce à un hat-trick contre Bradford City en FA Cup) mais ne peut empêcher la relégation du club en Division One.
La saison suivante, il a du mal à s'imposer comme titulaire et accepte de partir à Derby County pour se relancer, puis à Millwall qui l'engage de manière définitive à la suite de son prêt. Il participe à l'aventure du club en FA Cup 2003-04 mais ne joue pas la finale perdue 0-3 contre Manchester United à cause d'une suspension.
À l'été 2005, il s'engage pour Preston North End. Il y connaît des débuts difficiles, ne marquant pas un seul but en Championship pour sa première saison. Lors de l'intersaison 2006, une offre parvient à Preston North End de la part de Brighton Hove & Albion pour engager Dichio et, alors que Preston North End avait accepté l'offre, Dichio, à la surprise générale, choisit de rester au club et de se battre pour une place de titulaire.
Son pari est gagnant, car le 14 octobre 2006, il inscrit son premier but en Championship pour le club, et devient progressivement un des chouchous du public.
En avril 2007, à 33 ans, il décide de finir sa carrière avec une touche originale en s'engageant pour le tout nouveau club Toronto FC qui débute en Major League Soccer pour la saison 2007. Il inscrit d'ailleurs le tout premier but du club en MLS, le 12 mai 2007, à la 24e minute du match contre le Fire de Chicago au BMO Field. Lors de ce même match, il entre à double titre dans l'histoire du club en devenant le premier joueur du club à être expulsé. 
Avec le Toronto FC, il joue trois saisons de MLS mais aussi le Championnat canadien et la Ligue des champions de la CONCACAF. Le 9 septembre 2009, il annonce sa retraite et continue de vivre à Toronto, obtenant un statut de résident permanent en avril 2009. Il ne quitte pas tout à fait le club, endossant tout d'abord un rôle d'ambassadeur puis, à partir de juillet 2009, d'entraîneur dans le centre de formation. Malgré son départ, il reste un des chouchous des supporteurs (en), qui chantent très régulièrement une chanson en son honneur à la 24e minute de chaque match, pour commémorer le premier but de l'histoire du club.

### Carrière d'entraîneur
En plus de son rôle d'entraîneur du centre de formation, il devient l'entraîneur principal de l'équipe des moins de 18 ans et a occupé le poste d'entraîneur-adjoint de l'équipe A lors de l'intérim de Nick Dasovic, entre le renvoi de Preki et l'arrivée d'Aron Winter.

## Palmarès
- Sunderland :
  - Champion de First Division : 1998-1999

- Toronto FC :
  - Vainqueur du Championnat canadien : 2009